# Ernst-August-Stollen
Der Ernst-August-Stollen ist der jüngste, längste und tiefste Wasserlösungsstollen des Oberharzer Bergbaus. Der Stollen wurde nach König Ernst August I. von Hannover benannt. 2010 wurde er als ein Teil des Oberharzer Wasserregals zum Weltkulturerbe der UNESCO unter der Bezeichnung Bergwerk Rammelsberg, Altstadt von Goslar und Oberharzer Wasserwirtschaft ernannt.
Er entstand zwischen 1851 und 1864, hatte eine Gesamtlänge von rund 40 Kilometer und erreichte auf der Grube Caroline in Clausthal eine Teufe von 204 Lachtern (392 m) unter Tage. Von Gittelde aus entwässerte er die Gruben der Bergreviere Grund, Silbernaal, Wildemann, Zellerfeld, Clausthal, Bockswiese und Lautenthal im Oberharz.

## Geschichte
Bereits vor Fertigstellung des Tiefen Georg-Stollens im Jahre 1799 wurde der königlich-hannoverschen Bergverwaltung klar, dass dieses Bauwerk für die geplante Zukunft des Oberharzer Bergbaus nicht ausreichen würde. Während der anschließenden Betriebsphase vermochte der Tiefe Georg-Stollen besonders bei Hochwasser die Wassermassen kaum zu bewältigen. Daher wurde der Plan zu einem noch tieferen Stollen gefasst.
Die Planungen dazu verzögerten sich wiederholt, da man dieses kostspielige Projekt im Hinblick auf die Haushaltslage und den Bleihandel nicht in Angriff nehmen wollte. 1825 bot eine englische Bergwerksgesellschaft an, sämtliche Gruben im Oberharz zu übernehmen. Dabei wurde als Bedingung für den Vertragsschluss die Auffahrung des so genannten Lasfelder Stollens festgelegt. Der Entwurf dazu stammte aus der Planungsphase des Tiefen Georg-Stollens und war zu dem Zeitpunkt über 50 Jahre alt. Ein dabei vorgestellter Kostenvoranschlag bezifferte die Gesamtkosten auf 1,55 Millionen Taler. Zwei Jahre später wurde dieser Übernahmeplan allerdings verworfen.

### Planung
Bis ca. 1827 sah der erste und ursprüngliche Plan vor, den tiefsten Stollen von Lasfelde bis zur Grube Alter Segen auf dem Rosenhöfer Gangzug durchzutreiben, wo er im Altensegener Schacht eine Teufe von knapp 181 Lachter (348 Meter) einbringen sollte. Während die Realisierung des Plans in den 1770er-Jahren unmöglich erschien, hoffte man nun im Zusammenspiel mit dem Tiefen Georg-Stollen und der Tiefen Wasserstrecke dieses Projekt in Angriff nehmen zu können.
Als der fast 90 Jahre stillstehende Bergbau auf dem Silbernaaler Gangzug allerdings erfolgreich wiederaufgenommen wurde, entschied man sich für einen westlicheren Verlauf. Dieser Entwurf sah das Mundloch bei Badenhausen vor.
Aufgrund neu entdeckter, vielversprechender Erzmittel der Grube Hilfe Gottes wurde aber auch dieser Entwurf verworfen und ein dritter Verlauf geplant. Das Mundloch sollte sich nun bei Windhausen befinden.
Ab 1846 wurde Oberbergrat Johann Christian Zimmermann zusammen mit Hermann Koch mit der Planung des Ernst-August-Stollens beauftragt. Zimmermann stellte 1847 einen Plan vor, den Stollen vom Silbersegener Schacht zur Grube Bergwerkswohlfahrt, von dort zum 4. Lichtloch des Tiefen Georg-Stollens und dann zur Grube Hilfe Gottes durchzutreiben. Von dieser sollte der Stollen aber zuletzt wieder bis Lasfelde durchgetrieben werden und dort sein Mundloch erhalten. Außerdem sollte der Stollen bis zur Grube Hilfe Gottes totsöhlig, d. h. ohne Gefälle, verlaufen, wie es auch bei der Tiefen Wasserstrecke der Fall war. Erst die Strecke bis zum Mundloch sollte ein Gefälle bekommen. Auf Grundlage dieses Plans hatte man bereits Örter von den Silbersegener, Hilfe Gotteser und Haus Braunschweiger Schächten aufgefahren.
Zimmermann beauftragte wiederum 1848 Oberbergamtsmarkscheider Eduard Borchers mit der Vermessung des angedachten Stollenverlaufs. Dabei wurde festgestellt, dass das Mundloch bei Lasfelde ungünstig war. Borchers' Vermessungen führten zu einem noch vorteilhafteren Verlauf, der weitestgehend mit dem des Tiefen Georg-Stollens identisch war, um dessen Lichtlöcher weiter zu nutzen und die Kosten für neue Schachtanlagen zu sparen. Zimmermann erarbeitete auf Basis von Borchers' Vermessungen einen Plan, der den Ansatzpunkt für das Mundloch auf dem Schützenanger bei Gittelde vorsah. Von dort aus sollte der Stollen bis zur Grube Hilfe Gottes durchgetrieben werden. Ein anschließender Querschlag sollte eine Verbindung zum 4. Lichtloch des Tiefen Georg-Stollens herstellen. Das bereits 296 Lachter lange Flügelort am Haus Braunschweiger Schacht sollte auf 400 Lachter fortgetrieben werden. Der Ernst-August-Schacht musste um weitere 74 Lachter abgeteuft werden und sollte als vorläufiges Lichtloch dienen. Der Haus Sachsener Schacht musste um knapp 23 Lachter abgeteuft werden und sollte ebenfalls als Lichtloch dienen. Am Schreibfeder Schacht konnte direkt mit dem Stollenaushieb begonnen werden, von dort sollte ein Flügelort zu den Bockswieser Gruben angesetzt werden. Die 30 bis 50 Zoll zu hoch stehende Tiefe Wasserstrecke sollte nachgehauen werden. Insgesamt sollte der Ernst-August-Stollen ein gleichmäßiges Sohlengefälle erhalten.
Dieser Plan wurde 1851 dem Finanzminister des Königreichs Hannover vorgelegt und anschließend genehmigt. In diesem Jahr wurde auch entschieden, dem Stollen seinen endgültigen Namen zu verleihen. Die geplanten Kosten für eine Gesamtlänge von 7133 Lachter (ca. 13,7 km) betrugen vor Baubeginn knapp 395.600 Taler für das Auffahren des Stollens. Hinzu kamen zirka 55.000 Taler für das Abteufen des Haus Sachsener Schachtes und Nachreißen der Sohle der Tiefen Wasserstrecke vom Schreibfeder bis Lorenzer Schacht. Man hoffte den Stollen bis 1875 fertigzustellen.

### Bau und Erweiterung

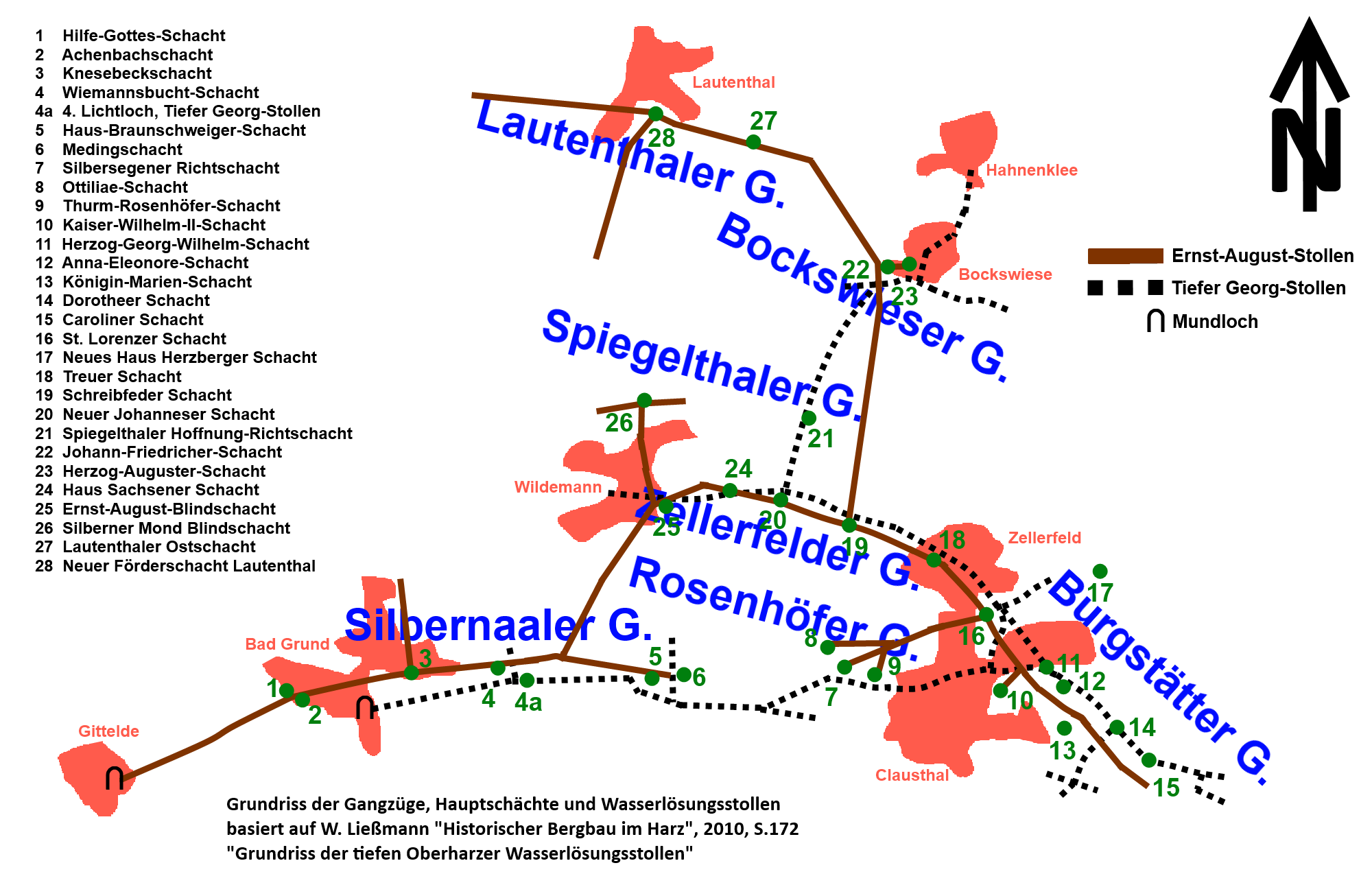
Grundriss mit dem Verlauf des Ernst-August-Stollens (braune, durchgezogene Linie)

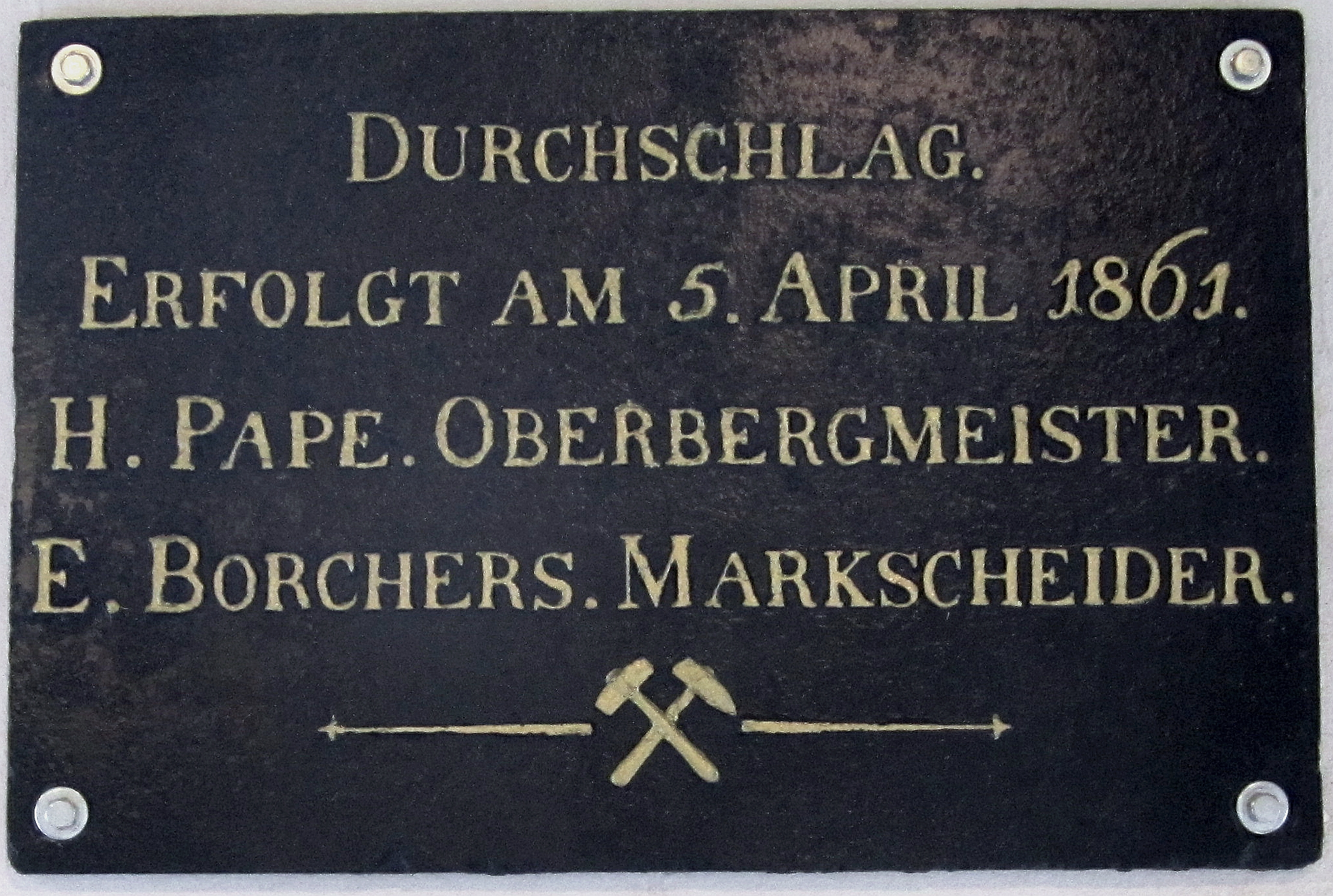
Durchschlagstafel vom 5. April 1861

Der Bau des Stollens begann am 21. Juli 1851. Er wurde im Gegenortbetrieb von sieben Stellen aus zwischen 1851 und 1855 beginnend in beide Richtungen aufgefahren, also von 14 Örtern aus. Schwierigkeiten bei der Auffahrung sorgten aber dafür, dass ab 1855 noch vier Örter hinzukamen, womit der Stollen insgesamt von neun Stellen aus aufgefahren wurde.
Durch die Verkürzung der Schichtzeit von acht auf vier Stunden unter Beibehaltung des Gedinges von drei Bohrlöchern pro Hauer und Schicht, sowie Sonntagsarbeit konnte die Vortriebsleistung während der Arbeiten nahezu verdoppelt werden. Der Stollen wurde wie schon der Tiefe Georg-Stollen vollständig in Schießarbeit mit Schwarzpulver hergestellt. Die Löcher wurden von Hand mit dem Schlägel und dem Handbohrer hergestellt. Zimmermann verstarb 1853, sein bisheriger Gehilfe Koch wurde zum Bergrat befördert und übernahm die Leitung des Projekts.
Der letzte Durchschlag fand am 22. Juni 1864, nach etwas mehr als der Hälfte der veranschlagten Bauzeit, zwischen der Grube Ernst-August und dem Haus Sachsener Schacht östlich von Wildemann statt. Die geplanten Kosten von 500.000 Talern wurden um etwa 70.000 Taler überschritten. Das lag hauptsächlich daran, dass rund 30 % der Strecke ausgemauert werden mussten. Außerdem hatte der erst nach Vermessung von Borchers vorgestellte Plan Zimmermanns zur Folge, dass einige bereits vor Baubeginn aufgefahrene Flügelörter umsonst gewesen waren.
Der Erfolg des Projektes ist vor allem Borchers zu verdanken. Er berechnete den Verlauf des Stollens und die Durchschlagspunkte auf höchste Genauigkeit und setzte diese Berechnung mit den damaligen einfachen Messinstrumenten um. Die maximale Abweichung lag unter 4 cm.
Im Jahre 1880 wurde über ein Flügelort das Bergrevier Lautenthal und Bockwiese an den Ernst-August-Stollen angeschlossen. Einerseits hatte man dort in der Tiefe dank des Tiefen Georg-Stollens neue Erzmittel entdeckt, andererseits erhoffte man sich nun die verlassenen Spiegeltaler, Haus Herzberger und Hahnenkleer Gangzüge in der Tiefe untersuchen zu können. Kurz danach wurden im Haus Herzberger Gangzug silberreiche Erze entdeckt, die durch die Grube Silberblick abgebaut wurden. Die Baue der Grube Alter Deutscher Wildemann konnten entwässert werden und die neue Grube Ernst-August weiter abgesenkt werden.

### Stilllegung
Durch die Einstellung des Bergbaus in den Berginspektionen Clausthal und Lautenthal 1930 verlor der Ernst-August-Stollen seine Bedeutung als Wasserlösungsstollen für diese Reviere. Bis 1980 wurden der Stollen bis zum Schacht Schreibfeder in Zellerfeld und die Tiefe Wasserstrecke von der ehemaligen Grube Bergwerkswohlfahrt (Silbernaal) unterhalten, um die Abschlagswasser der Grubenkraftwerke Ottiliae- und Kaiser-Wilhelm-Schacht abzuführen. Im Jahre 1992 wurde das Erzbergwerk Grund stillgelegt und der letzte Teil, zwischen dem Mundloch und dem Wiemannsbuchtschacht, aufgegeben. Trotzdem fließen noch heute die Grubenwasser der angeschlossenen ehemaligen Bergwerke aus dem Mundloch in Gittelde aus. Neben dem Mundloch bildet heute der zum Bergbaumuseum umgenutzte, offene Förderschacht der Grube Lautenthalsglück den einzigen Zugang zum Ernst-August-Stollen.

## Technische Beschreibung
Die Hauptstrecke verlief zwischen dem Mundloch und dem Schacht Silberne Schreibfeder. Der Stollen berührt die Schächte der Grundner Gruben und biegt am Medingschacht in Richtung Süden zum Blindschacht Ernst-August ab. Von dort aus folgt er dem Zellerfelder Gangzug in westlicher Richtung bis zum Schreibfeder-Schacht. An diesem Schacht trifft die Hauptstrecke mit der Tiefen Wasserstrecke (die eine Länge von 3422 Lachter bzw. 6583 m hat) und dem Flügelort nach Bockswiese (mit einer Länge von 1650 Lachtern bzw. 3174 m) zusammen. Der Stollen (Hauptstrecke) hat eine Höhe von 2,5 m, in der Mitte eine Breite von 1,7 m und ein Gefälle von 1:1.500. Die Tiefe Wasserstrecke ist totsöhlig und fast einen Meter breiter. Dieses hing mit der bis 1895 betriebenen Erzkahnförderung zusammen.
Die Längen der Einzelabschnitte betragen vom Mundloch bis zur Grube Hilfe Gottes 1347 Lachter (2591 m), von der Grube Hilfe Gottes bis zum Querschlag Grube Haus Braunschweig 1811 Lachter (3484 m), von dort bis zum Ernst-August-Schacht 928 Lachter (1785 m) und letztendlich zur Grube Silberne Schreibfeder 1346 Lachter (2589 m). Somit betrug die Länge der Hauptstrecke 5432 Lachter (10450 m).
Als neue Sumpfstrecke diente die 230 m unter dem Ernst-August-Stollen gelegene Tiefste Wasserstrecke. Von dieser wurden die Wasser aus den Tiefbauen über den Königin-Marien-Schacht auf das Niveau des Ernst-August-Stollens gehoben. Der Ernst-August-Stollen lag tiefer als die stark wasserzuführenden alten Abbaue aus der Frühzeit des Oberharzer Bergbaus und unterhalb der wesentlichen wasserführenden Gesteinsklüfte. Deshalb stellte er bis zum Ende des Bergbaus eine befriedigende Lösung dar. Das Mundloch in Gittelde mit seinem neoklassizistischen Portalbau ist bis heute erhalten. Der Ernst-August-Stollen endet hier mit einem durchschnittlichen Gefälle von knapp 5,5 Zoll pro 100 Lachter.

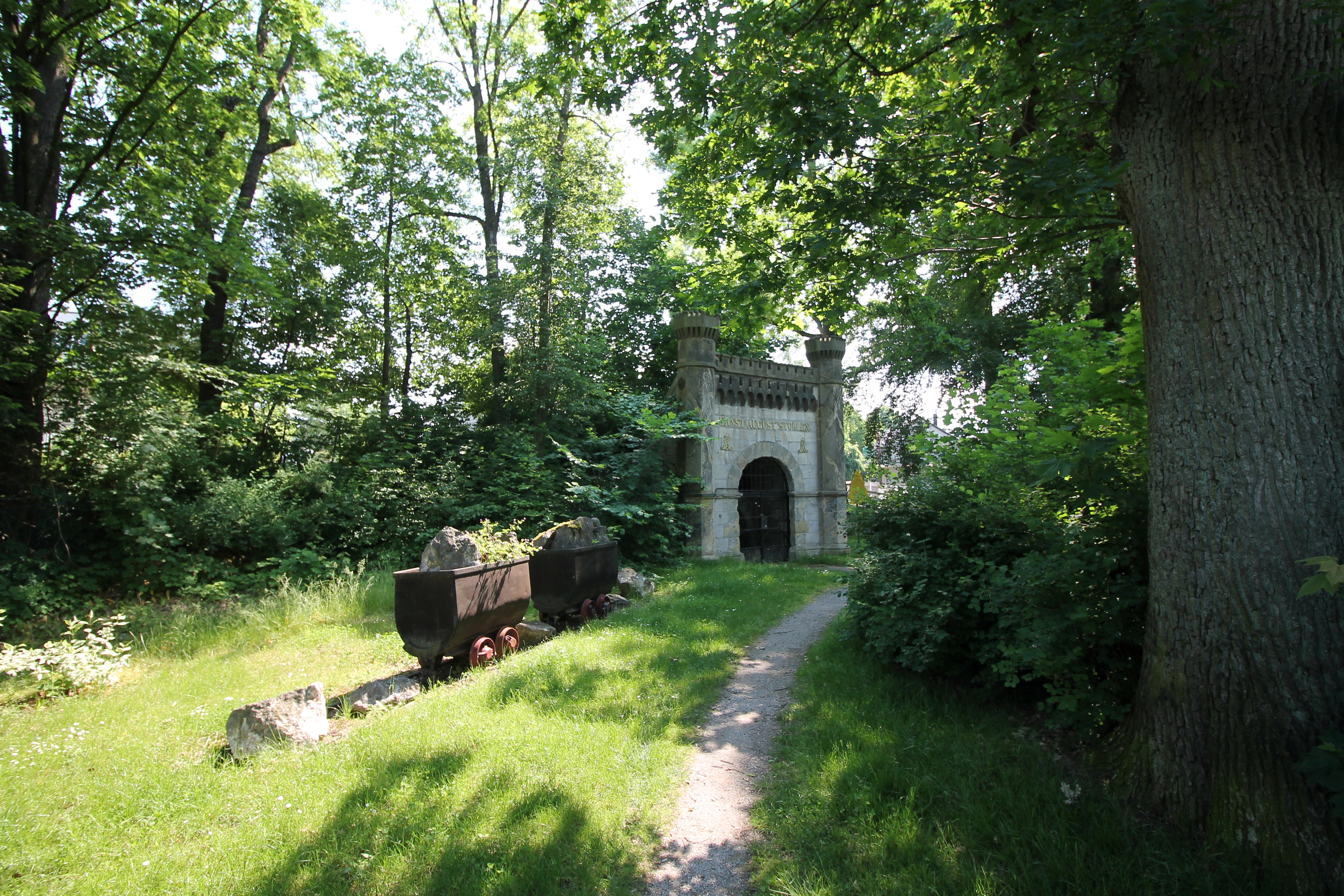
Portalbau des Mundloches in Gittelde, daneben Hunte
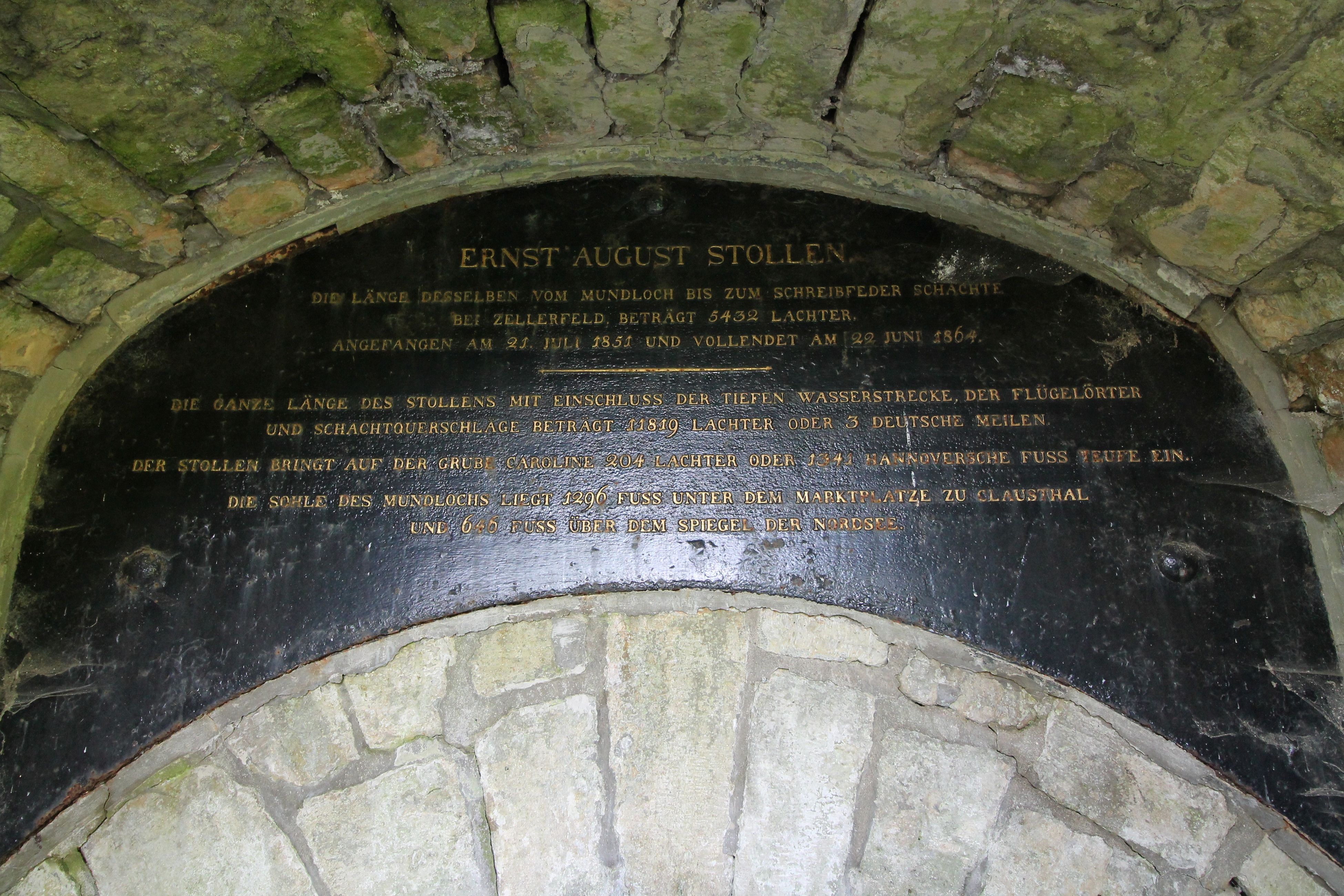
Inschrift im Portal
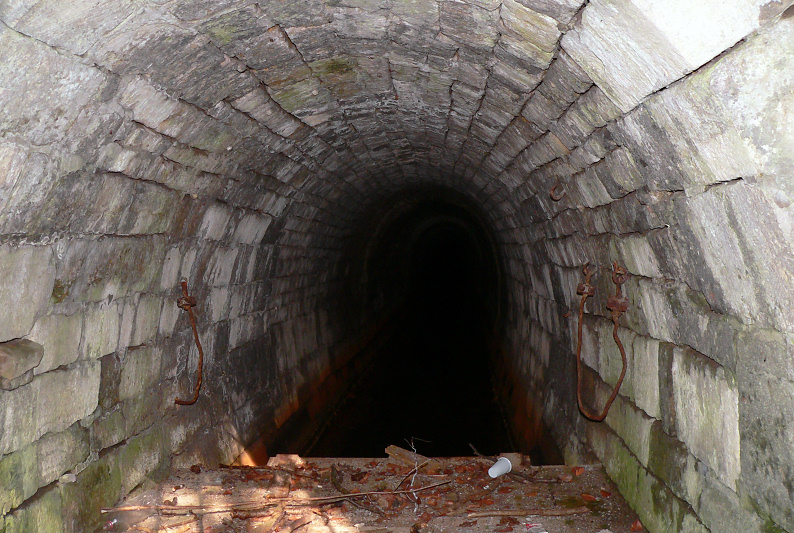
Blick in den Stollen am Mundloch
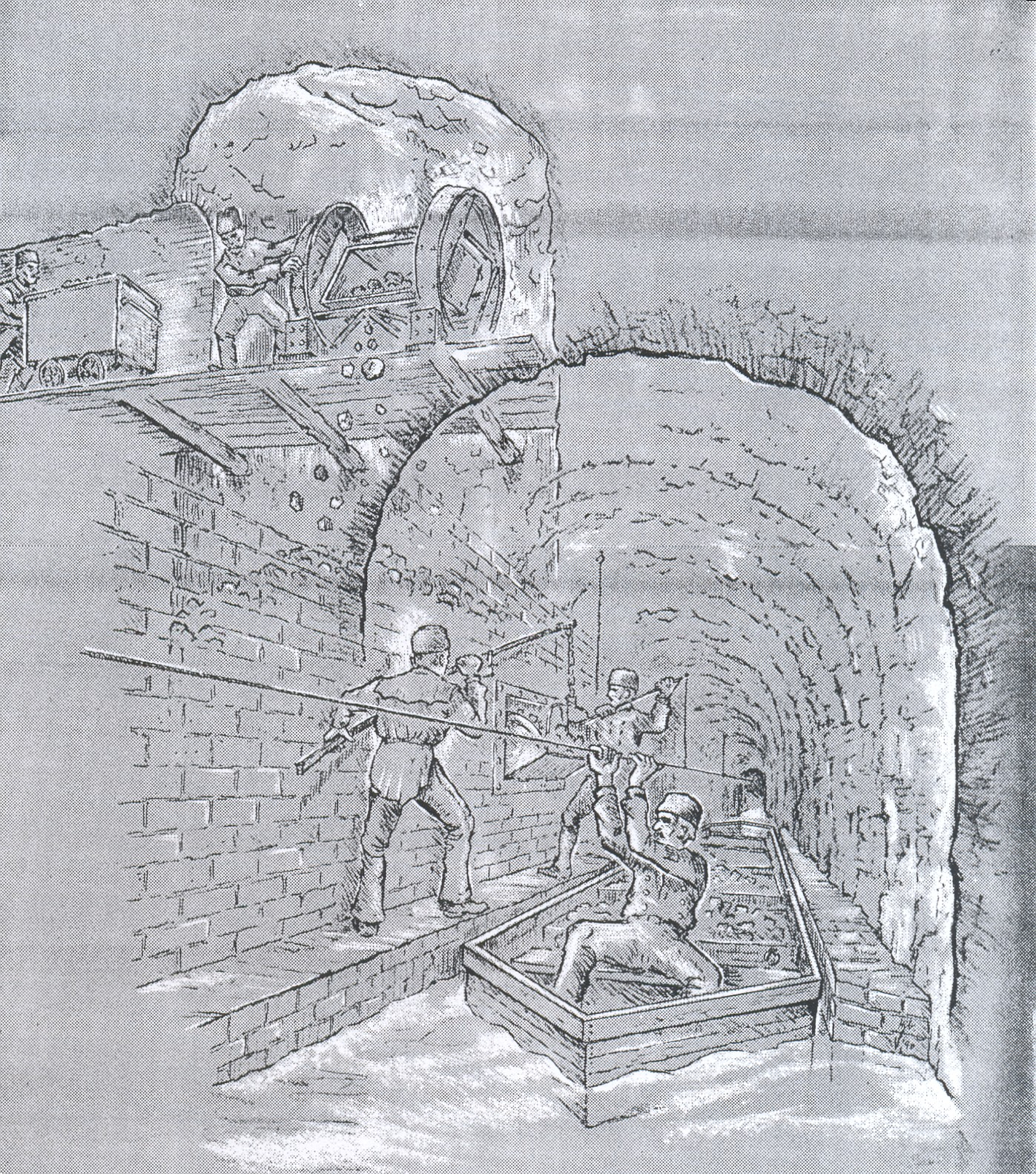
Zeichnung: Erzförderung mit Kähnen auf dem Ernst-August-Stollen
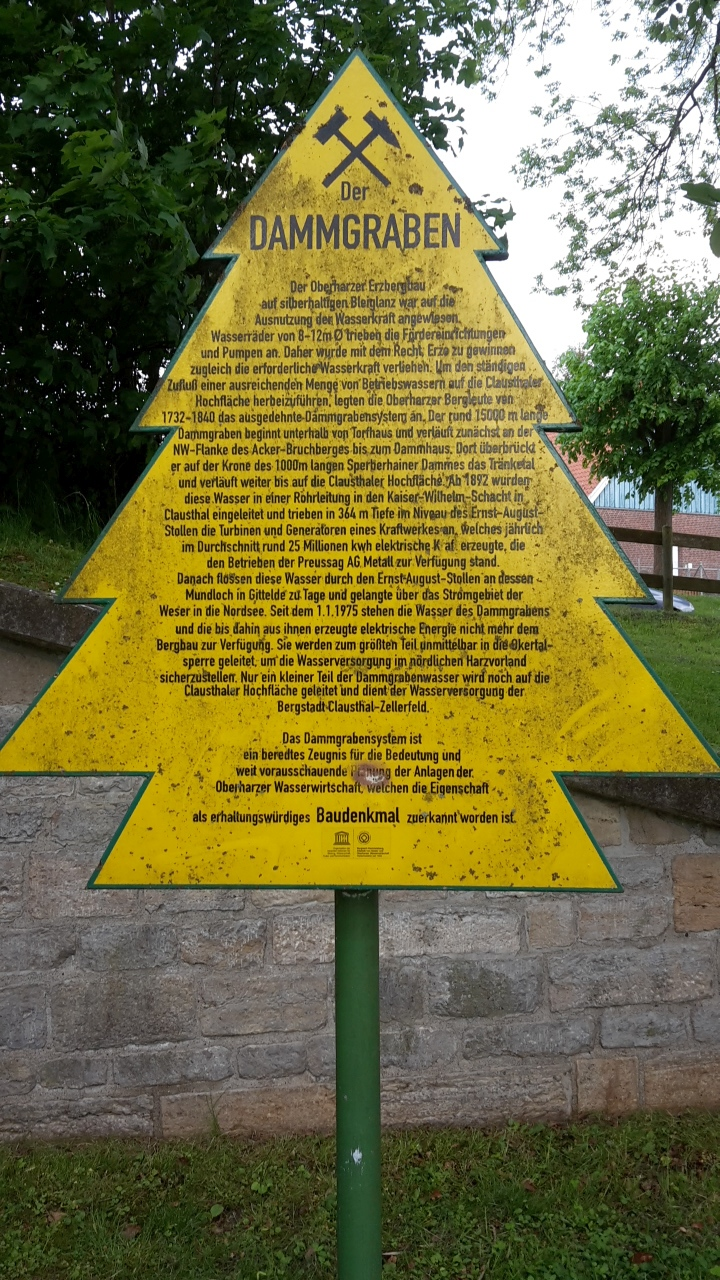
Dennert-Tanne am Mundloch in Gittelde, die die Funktion des Ernst-August-Stollens im Dammgrabensystem erklärt